# Bahraini Premier League
A Bahraini Premier League é a divisão máxima do futebol do Barém, sendo o principal torneio futebolístico do país. A primeira temporada foi realizada em 1957. O campeonato é atualmente disputado por 12 clubes.

## Participantes (2024-25)
- Atualmente a liga é disputada por 12 clubes. O maior vencedor da Bahraini Premier League é o Al-Muharraq com 34 conquistas.
  - A'Ali FC
  - Al-Ahli
  - Al-Khalidiyah
  - Al-Muharraq
  - Al-Najma
  - Al-Riffa
  - Al-Shabab
  - Bahrain SC
  - East Riffa
  - Malkiya
  - Manama Club
  - Sitra Club

## Títulos por clube
| Pos. | Clube          | Títulos | Anos dos títulos |
| ---- | -------------- | ------- | --- |
| 1    | Muharraq       | 34      | 1957, 1958, 1960, 1961, 1962, 1963, 1964, 1965, 1966, 1967, 1970, 1971, 1973, 1974, 1976, 1980, 1983, 1984, 1986, 1988, 1991, 1992, 1995, 1999, 2001, 2002, 2004, 2006, 2007, 2008, 2009, 2011, 2015, 2018 |
| 2    | Al- Riffa      | 13      | 1982, 1987, 1990, 1993, 1997, 1998, 2000, 2003, 2005, 2012, 2014, 2019, 2021 |
| 3    | Bahrain        | 5       | 1968, 1978, 1981, 1985, 1989 |
| 3    | Al-Ahli        | 5       | 1959, 1969, 1972, 1977, 1996 |
| 4    | Al-Khalidiyah  | 3       | 2022, 2023, 2024 |
| 5    | Al-Hidd SCC    | 3       | 2016, 2020 |
| 6    | East Riffa SCC | 1       | 1994 |
| 6    | Malkiya SCC    | 1       | 2017 |
| 6    | Busaiteen      | 1       | 2013 |
| 6    | Al-Nasr        | 1       | 1959 |
| 6    | Al-Hala        | 1       | 1979 |
| 6    | Al-Arabi       | 1       | 1975 |